# Jurinella spinosa
Jurinella spinosa là một loài ruồi trong họ Tachinidae.